# Misaki-Kōen (métro municipal de Kobe)
Misaki-Kōen (御崎公園駅, Misaki-Kōen-eki) est une station du métro municipal de Kobe localisée dans l'arrondissement Hyōgo de Kobe, dans la préfecture de Hyōgo. Elle est exploitée par le Bureau des transports municipaux de Kobe sur la ligne Kaigan.

## Situation ferroviaire
La station de Nagata est située au point kilométrique (PK) 5.7 de la ligne Kaigan.

## Histoire
La station ouvre le 7 juillet 2001 par le Bureau des transports municipaux de Kobe.
En 2015, la fréquentation journalière de la station était de 3 310 personnes
| 2010  | 2011  | 2012  | 2013  | 2014  | 2015  |
| 3 149 | 3 212 | 3 345 | 3 164 | 3 322 | 3 310 |

## Service des voyageurs

### Accueil
La carte ICOCA est possible pour l’accès aux portillons d’accès aux quais.

### Desserte
La station possède deux quais et trois voies. Les voies 2 et 3 forment une seule et même voie. Une partie seulement des trains partent des voies 2 et 3. La majorité des départs et arrivées se font via les voies 1 et 4.
| N° de voie | Ligne  | Direction              |
| ---------- | ------ | ---------------------- |
| 1・2       | Kaigan | Sannomiya-Hanadokeimae |
| 3・4       | Kaigan | Shin-Nagata            |

### Intermodalité
La gare permet d'accéder à plusieurs lieux remarquables :
- Le parc de Misaki
- Le stade du parc Misaki

Un arrêt de bus du réseau de la ville de Kobe est également disponible près de la gare.